# Huelga de arrendatarios de 1925 (Chile)
La huelga de arrendatarios de 1925 en Chile se produjo por una serie de factores que permitieron que se desencadenara un descontento social mediante huelgas organizadas. En contexto del problema de vivienda, especial incidencia tuvieron tanto la Ley de Habitaciones Obreras de 1906, como la migración hacia los grandes centros urbanos, producto de la crisis del salitre, que contribuyeron a un aumento en el déficit de viviendas y de las tarifas de alquiler. Las precarias condiciones materiales y la desocupación derivaron en la formación de las “Ligas de Arrendatarios”. Estas organizaciones buscaban defender los intereses de los arrendatarios frente a constantes alzas de precios.
Tras algunos esbozos de movilización desarticulados ocurridos en años anteriores, en 1925 —como una forma de ejercer presión— se desató una huelga generalizada de arrendatarios, quienes se negaron a pagar sus cánones de alquiler.  En respuesta, el Estado promulgó el Decreto Ley 261, conocido como Ley de la Vivienda. Esta ley supone la primera acción del Estado por controlar los alquileres, creando así los Tribunales de Vivienda. Su puesta en funcionamiento provocó división en el movimiento de arrendatarios, y pese a que prevaleció la posición que insistía en participar de ellos, el tiempo probó su ineficacia para la defensa de los intereses de los huelguistas. Así, confiados en una respuesta del Gobierno que finalmente nunca llegó, los dirigentes arrendatarios buscaron retomar la movilización, sin encontrar la masividad que había acompañado en un principio; este desgaste, tras sucesivos meses de movilización, llevó al fin de la huelga.
Consecuencia de ella, además de la legislación, muchos de los movimientos sociales que se configuraron desempeñaron un rol importante en el resto de las manifestaciones vinculadas al problema de vivienda del siglo XX. Es más, hay autores que afirman que significó una irrupción de las clases populares en la disputa por un modelo de desarrollo, involucrándose en la escena de la política nacional ya no a partir de demandas inmediatas, sino con una idea de la línea que debieran seguir las políticas sociales en el país.